# Élection présidentielle togolaise de 2015
L'élection présidentielle togolaise de 2015 se déroule le 25 avril 2015,. Le président sortant Faure Gnassingbé est réélu avec plus de 58 % des suffrages.

## Histoire
Fin 2014, un regroupement des principaux partis d'opposition (le Combat pour l'Alternance Politique, qui inclut l'ANC) dénonce par avance des fraudes massives.
Le 3 février, la cour constitutionnelle déclare que l'élection doit avoir lieu entre le 17 février et le 5 mars. Jean-Pierre Fabre, candidat du principal mouvement d'opposition Alliance nationale pour le changement (ANC) et soutenu par CAP 2015 (Combat pour l'alternance politique), conteste ce calendrier. Finalement, le 25 février, l'élection est reportée au 15 avril. Des partis, dont le Comité d'action pour le renouveau (CAR), annoncent leur boycott durant tout l'hiver, mais les principaux partis (dont l'UNIR du président sortant Faure Gnassingbé, qui brigue un troisième mandat) y participent,.
D'après la Concertation nationale de la société civile une ONG, la mobilisation pour l'élection est « très faible ».

## Candidats
Cinq candidats se présentent lors de l’élection :
- Faure Gnassingbé
- Jean-Pierre Fabre
- Aimé Gogué
- Mohamed Tchassona-Traoré
- Gerry Taama.

## Résultats
|                          | Faure Gnassingbé          | UNIR                     | 1 221 282 | 58,77 |  |  |
|                          | Jean-Pierre Fabre         | ANC                      | 731 230   | 35,19 |  |  |
|                          | Aimé Gogué                | ADDI                     | 83 768    | 4,03  |  |  |
|                          | Komandega Tamaa           | NET                      | 21 569    | 1,03  |  |  |
|                          | Mouhamed Tchassona Traore | MCD                      | 20 048    | 0,90  |  |  |
|                          |                           |                          |           |       |  |  |
| Votes valides            | Votes valides             | Votes valides            | 2 077 897 | 95,71 |  |  |
| Votes blancs et nuls     | Votes blancs et nuls      | Votes blancs et nuls     | 58 813    | 4,29  |  |  |
| Total                    | Total                     | Total                    | 2 138 438 | 100   |  |  |
| Abstention               | Abstention                | Abstention               | 1 370 820 | 39,06 |  |  |
| Inscrits / participation | Inscrits / participation  | Inscrits / participation | 3 509 258 | 60,94 |  |  |

## Conséquences
Selon les résultats annoncés le 28 avril par la commission électorale, Faure Gnassingbé est réélu. Son adversaire Jean-Pierre Fabre conteste les résultats.